# 白鷹町立白鷹中学校
白鷹町立白鷹中学校（しらたかちょうりつ しらたかちゅうがっこう）は、山形県西置賜郡白鷹町にある公立中学校。

## 概要
- 2011年度（平成23年度）に白鷹町の中学校再編整備基本計画を策定。白鷹町にある東中学校と西中学校を統合し、東中学校の校舎を利用して2015年4月に開校することが決まった[2]。

## 教育目標
- 意欲を持ち、知性を磨く生徒
- 自他を尊重し、心を通い合わせる生徒
- 心身を鍛え、たくましく生き抜く生徒
- 郷土を愛し、社会に貢献する生徒

## 沿革
- 2015年4月 - 白鷹町立東中学校と白鷹町立西中学校が統合して、白鷹町唯一の中学校である白鷹中学校が開校。校舎は旧東中学校の校舎を利用。

## 学区
- 白鷹町全域

## 部活動
- 男子バスケ部
- 女子バスケ部
- 女子バレー部
- 男子剣道部
- 女子剣道部
- 男子卓球部
- 女子卓球部
- 野球部
- 女子ソフトボール部
- 男子ソフトテニス部
- 女子ソフトテニス部
- サッカー部
- 男女水泳部
- 男女陸上部
- 男女柔道部
- 吹奏楽部
- 美術部